# Gervasio
José Gervasio Viera Rodríguez (Cerro Largo, Uruguay; 27 de febrero de 1948-Talagante, Chile; 28 de octubre de 1990), conocido artísticamente como Gervasio, fue un cantautor uruguayo nacionalizado chileno que adquirió popularidad en Chile desde 1968 con su canción Y la azafata me mira.

## Biografía
Nació en Uruguay y durante sus primeros años vivió en un hogar de niños. Abandonó la escuela a los nueve años de edad. Su primera aparición en público como cantante fue en 1965.
Emigró a Santiago de Chile en 1967, participando en el show de TV Sábados Gigantes de Mario Kreutzberger. Poco tiempo después él ya tenía algunos éxitos de radio en Chile: «La Mujer esdrújula» (que se presentó en Sábados Gigantes), y «La Azafata Me Mira». Gervasio dejó Chile por algún tiempo, y en Argentina reemplazó al Enrique «Quique» Villanueva y se convirtió en la voz solista del grupo  «Los Náufragos», con la que tuvo un gran éxito con la canción «Linda Chiquilina».
Se casó por primera vez en Buenos Aires, Argentina con Laura Graciela Dell'Oro, el 14 de abril de 1976, y dejó la música temporalmente. Junto a ella tuvo su primera hija, María Laura Rodríguez Viera Dell'Oro. Él brevemente rompió, y formó un dúo con Helda Rozas, con la que tuvo a su segundo hijo Leandro Rodríguez Viera quien dejó de ver cuando era pequeño, y trabajó durante casi un año. Gervasio rompió con Rozas, y luego regresó a Chile, en 1982. Ya en Chile, se casó con la modelo Mónica Aguirre, con quien tuvo cuatro hijos: Yanara, Nahuel, Millaray y Lincoyán.
En 1983, ganó la competencia internacional del Festival de Viña del Mar con la canción Alma, corazón y pan.
En 1986 en el estelar Martes 13 de Canal 13 dio a conocer una de sus composiciones más trascendentales, Con una pala y un sombrero, que escribió en honor a su padre fallecido de cáncer de pulmón. El tema ha sido reversionado por la cantante Palmenia Pizarro, Trío Inspiración, los raperos Legua York e, incluso, en la telenovela Decibel 110.
Los problemas económicos y la falta de oportunidades laborales obligaron a Gervasio a trabajar en un restaurante de la comuna de Maipú.

### Denuncias
En 1984 tuvo su primera denuncia por violación. La supuesta víctima era una joven de 20 años, pero diez meses el cantante después fue sobreseído.
En 1986 fue acusado nuevamente del mismo delito y dos años después sumó una tercera denuncia. En todas ellas fue absuelto por falta de pruebas, declarando él que se trataría de una persecución política.
El 5 de marzo de 1990 Gervasio fue enviado al centro penitenciario de Santiago, acusado, en esta oportunidad, de violación y abuso sexual infantil. Salió bajo fianza pero debía presentarse a prestar indagatoria el día 30 de septiembre. Fue hallado muerto dos días antes.

### Muerte

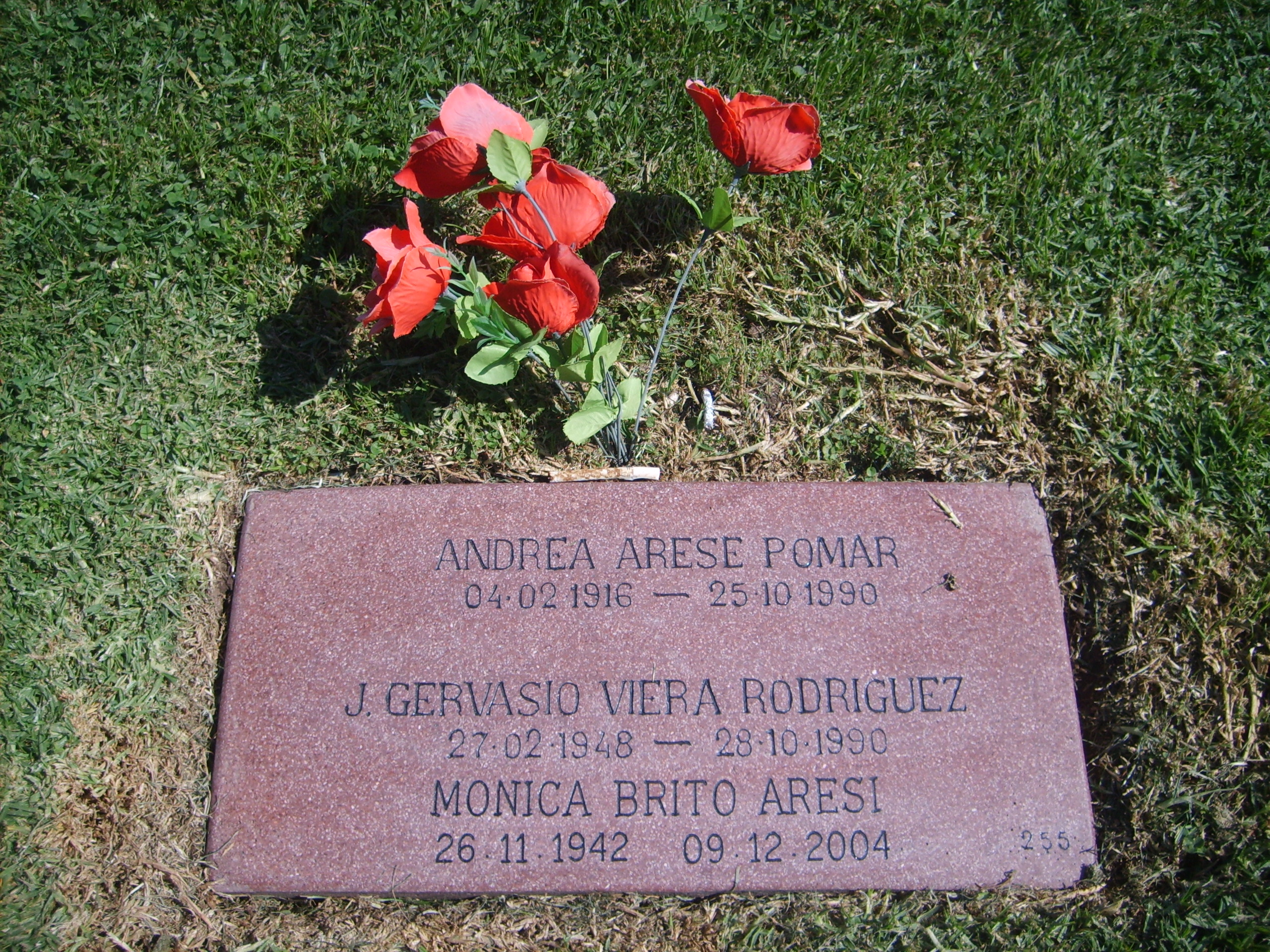
Lápida de Gervasio en el cementerio Parque del Sendero de Maipú, donde permaneció hasta el año 2015, cuando fue exhumado por orden judicial para realizar peritajes que permitiesen aclarar su causa de muerte.

El 28 de octubre de 1990, a dos días de tener que comparecer ante la justicia chilena debido a una segunda denuncia dentro del mismo año por los delitos de abuso sexual infantil y violación, a las 7 de la mañana, su cuerpo fue encontrado colgando de una viga en una casa abandonada de Talagante. A la fecha actual se encuentran nuevamente abiertas 4 causas judiciales por los mismos delitos de abuso sexual infantil y violación.
Su última entrevista antes de morir fue dada a Nelson Rodríguez Prado, periodista de espectáculos del diario chileno La Tercera, pocos días antes del fallecimiento del cantante.
En un comienzo se informó de un suicidio, pero la hermana de Gervasio, Blanca Viera, logró que se realizara una investigación más exhaustiva. En 1996, se abrió una causa que fue sobreseída dos años más tarde por no poder acreditarse la participación de terceras personas.
En su homenaje, el cantante y amigo de Gervasio, Fernando Ubiergo, le dedicó una canción que tituló Canción para un amigo, en que las líneas, están compuestas por las canciones más famosas del cantante y por lo sucedido el día de su muerte. 
En mayo de 2013, se publicó la noticia de que Gervasio tenía una séptima (7) hija, una folclorista de entonces veintitrés años llamada María José Carrasco. Posteriormente, en octubre del mismo año, se dio a conocer que la hermana y el hijo mayor de Gervasio habían contratado los servicios del criminalista Jaime Brieba Quintana para indagar la muerte del cantante y solicitar así la reapertura del caso a la justicia chilena. La conclusión del criminalista después de cuatro meses de investigación fue que Gervasio no se quitó la vida, sino que fue asesinado. Incluso, el especialista aseguró tener la identidad de los responsables. Tanto su muerte como las acusaciones en su contra, se cree tienen el mismo origen, su oposición a la dictadura de Pinochet, y el sabido apoyo a la democracia en Chile.

El 17 de febrero de 2025, la justicia chilena decidió reabrir la investigación sobre la muerte del cantautor uruguayo Gervasio, ocurrida en 1990, y la indagó como un posible homicidio, descartando la tesis inicial de suicidio. Esta decisión se produjo tras años de cuestionamientos por parte de la familia y nuevos peritajes que sugirieron la intervención de terceros en su deceso. En 2015, el perito forense Luis Ravanal presentó un informe indicando que las fracturas en la laringe de Gervasio carecían de signos de vitalidad, lo que sugirió que las lesiones fueron infligidas post mortem. La recaratulación del caso a homicidio representó un giro significativo en la búsqueda de justicia para el artista. 

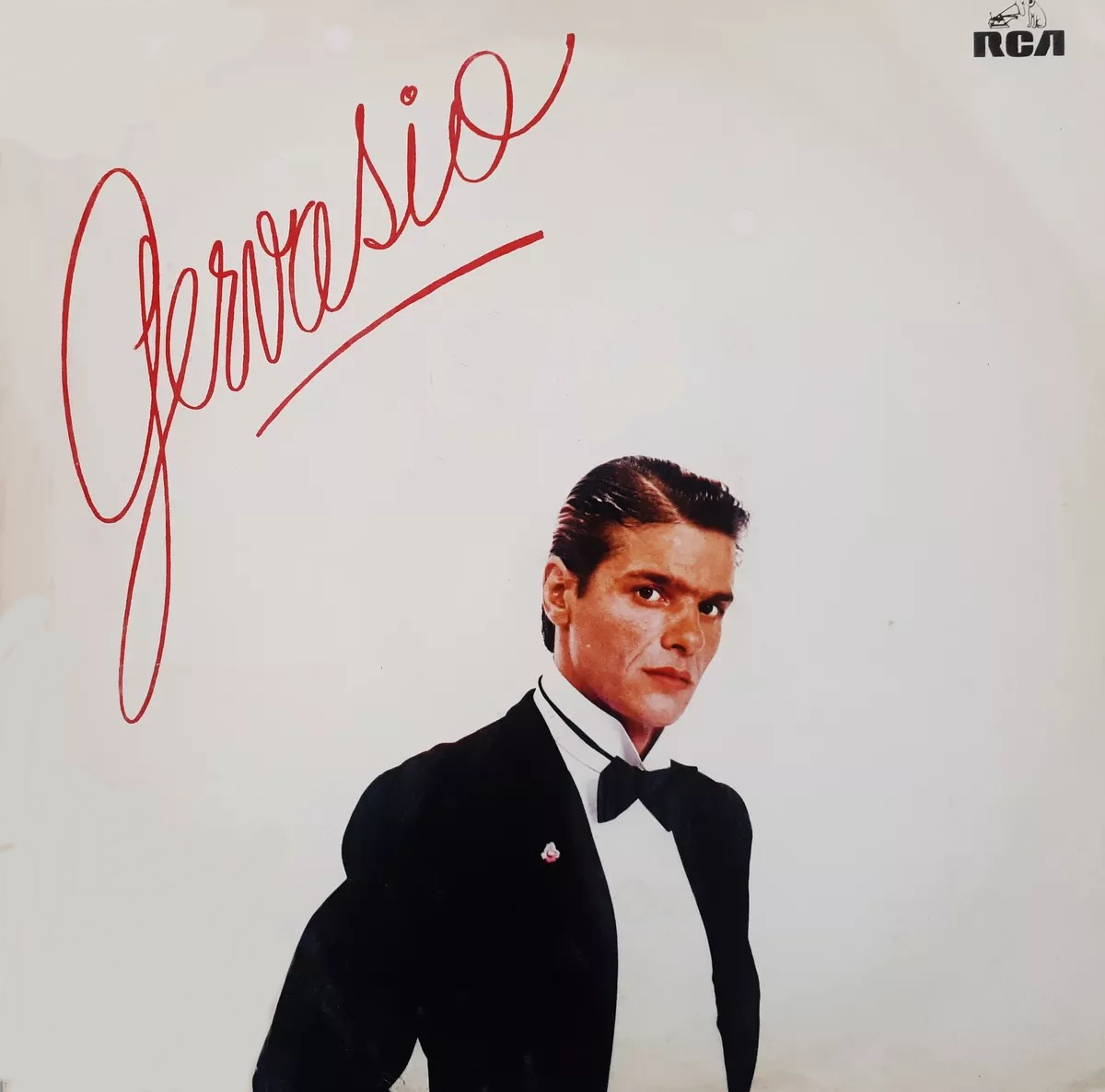
Portada del LP Gervasio de 1983.

## Discografía
En solitario
- Gervasio (1968 - RCA Victor / Arci Music)
- Alma, corazón y pan (1983 - RCA Argentina / BMG Chile)
- Tiempo de muñecas (1985 - BMG)
- Gervasio (1989 - Alerce)
- (EP, antologías de éxitos, grabaciones en vivo, DVD, reediciones)

Compilados de varios artistas
- Voces sin fronteras (1987 - EMI Odeon)
- La Nueva Ola en 30 grandes éxitos (1997? - Warner Music Group)